# Pedro de Baigorrí y Ruiz
Pedro de Baigorrí y Ruiz (Corella, 26 de febrero de 1589 – Buenos Aires, 1669) fue un militar navarro y funcionario colonial al servicio de la Monarquía Hispánica. Participó en las guerras de Flandes y en otras campañas europeas del siglo XVII, alcanzando el grado de capitán, sargento mayor y maestre de campo. Fue caballero de la Orden de Santiago y gobernador del Río de la Plata entre 1653 y 1660. Se destacó por su defensa de Buenos Aires ante un ataque francés, su intervención en la Segunda guerra calchaquí y su mecenazgo religioso en Corella. Aunque terminó su mandato bajo acusaciones políticas, fue reivindicado por el Consejo de Indias.

## Biografía

### Orígenes y formación militar
Pedro de Baigorrí nació en Corella, Navarra, el 26 de febrero de 1589. Pertenecía a una familia hidalga con vínculos militares. Sirvió desde joven en los ejércitos del rey Felipe III y luego Felipe IV en Europa. Participó en campañas en Nápoles, Milán, Saboya (1615), Normandía y Flandes, durante los conflictos europeos del siglo XVII. Participó en campañas contra fuerzas francesas y protestantes y fue hecho prisionero en el sitio de Fuenterrabía de 1638, siendo luego canjeado. A lo largo de su carrera fue promovido a capitán, sargento mayor y maestre de campo.
En 1650, fue admitido como caballero de la Orden de Santiago por real merced de Felipe IV, tras cumplir con las pruebas de nobleza exigidas.

### Nombramiento como gobernador
Fue designado gobernador del Río de la Plata por Real Cédula del 23 de octubre de 1651. En febrero de 1653 asumió el cargo en Buenos Aires y recibió también la comisión para tomar la residencia de su antecesor, Jacinto de Láriz, a quien condenó por abusos y corrupción. Esta actuación le ganó inicialmente el apoyo del cabildo y de la élite local.

### Epidemia y gobierno pastoral
En sus primeros meses como gobernador, enfrentó una grave epidemia que azotaba Buenos Aires desde hacía casi un año y había causado más de 1.500 muertes. En correspondencia con la Corte, elogió el trabajo del obispo fray Cristóbal de la Mancha y Velazco, quien —según afirmaba— logró que ningún moribundo falleciera sin recibir los sacramentos.

## Gobernador del Río de la Plata (1653–1660)

### Defensa de Buenos Aires ante el ataque francés (1658)
En 1658, una flotilla francesa al mando de Timoteo de Osmat (o de Ozmán), caballero de la Orden de Malta al servicio del rey Luis XIV de Francia, intentó sorprender el puerto de Buenos Aires. Baigorrí movilizó a la población, armó la defensa con apoyo de un navío español y otro aliado neerlandés, y solicitó ayuda a las misiones jesuíticas guaraníes. 
Durante ocho meses, un contingente de indígenas cristianizados sostuvo la defensa del puerto con notable obediencia, según testimonios contemporáneos. En el combate se capturó la nave capitana francesa, La Maréchale, y las otras dos naves huyeron. Fue uno de los primeros enfrentamientos marítimos de Buenos Aires con potencias europeas.

### Intervención en la guerra calchaquí
Ese mismo año, el gobernador actuó ante la expansión de la Segunda guerra calchaquí. Al aproximarse los rebeldes a Santa Fe, envió una columna de 600 indígenas guaraníes cristianizados, provenientes de las misiones jesuíticas, al mando de 40 oficiales españoles. La expedición logró reforzar la defensa del litoral.

### Relación con los pueblos indígenas
Baigorrí fue especialmente respetado por los pueblos indígenas aliados. Tanto las fuentes jesuíticas como las oficiales lo describen como un protector activo de sus derechos dentro del marco colonial, lo que explicaría la lealtad excepcional de las milicias guaraníes durante su gobierno.

### Controversia comercial y juicio de residencia
Durante su mandato se mantuvieron restricciones al comercio legal impuestas por el sistema de flotas. Como era común en la época, Buenos Aires dependía parcialmente del comercio irregular para abastecerse. Informes presentados al Consejo de Indias mencionaron la entrada de al menos 27 barcos al margen del monopolio sevillano.
A pesar de sus logros militares y políticos, Baigorrí fue acusado de permitir el comercio con naves neerlandesas, infringiendo las leyes del monopolio comercial. Se le imputó además la defraudación de los haberes reales y actos de alta traición.
En 1660 fue destituido, su hacienda embargada y él mismo encarcelado. El licenciado Manuel Muñoz de Cuéllar, enviado desde Lima por el virrey del Perú, demostró que las acusaciones respondían a rivalidades políticas y personales. El Consejo de Indias lo absolvió de los cargos y agradeció formalmente su actuación en el gobierno.

## Mecenazgo religioso
Pedro de Baigorrí destacó por su generosidad con su tierra natal. En 1659 destinó 16.000 pesos de su fortuna personal a la fundación del Convento de la Encarnación de Santa Teresa en Corella. La obra fue dirigida por el arquitecto Pedro de Argos entre 1660 y 1664. En su testamento, dejó al convento como heredero universal, mientras que el resto de sus bienes fueron rematados entre los vecinos de Buenos Aires por un total de 3.390 pesos.

## Muerte y legado
Murió en Buenos Aires en 1669, aunque algunas fuentes indican 1663 como posible fecha. Su legado incluye una gestión firme, un rol destacado en la defensa del Plata y una visión religiosa propia de los “indianos piadosos”. La historiografía actual lo revaloriza como un ejemplo de la complejidad de la administración colonial en el siglo XVII.